# Missão San José

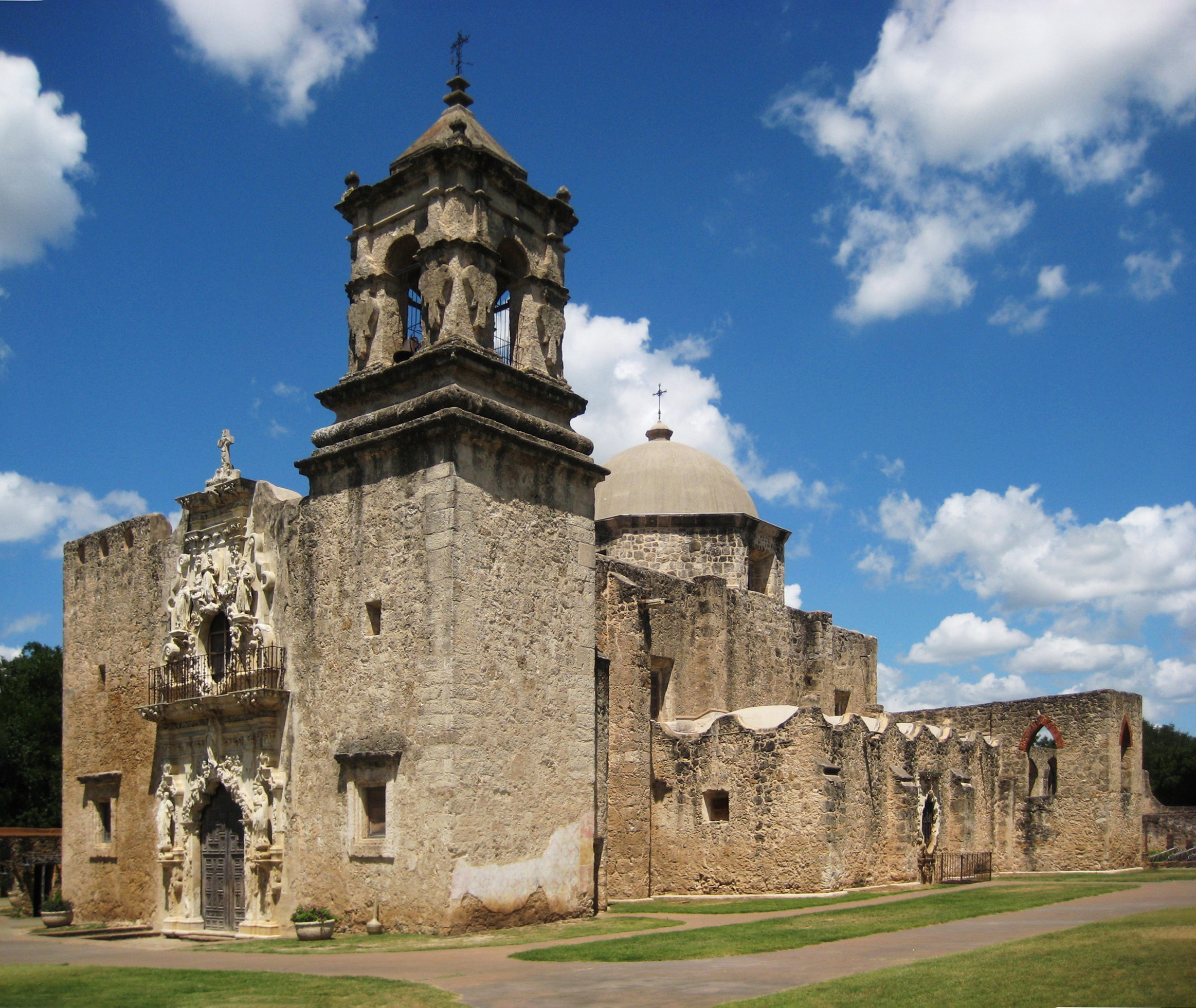

A Missão San José y San Miguel de Aguayo é uma histórica missão católica em San Antonio, Texas, Estados Unidos.